# We Want More
We Want More is een Nederlandse talentenjacht die sinds juni 2020 uitgezonden werd door televisiezender SBS6. De oorspronkelijke presentatie van het programma was in handen van Wendy van Dijk en Johnny de Mol met Dennis Weening als backstagepresentator. Voor het tweede seizoen werd De Mol vervangen door Britt Dekker en Weening door Thomas van der Vlugt.

## Format
In het programma start een zoektocht naar een nieuw zangtalent; alle genres muziek zijn in dit programma welkom van klassiek tot rock tot het levenslied. De kandidaten doen auditie voor een vijfkoppige jury. Wanneer een jurylid een kandidaat goed genoeg vindt om door te gaan drukt hij of zij op de knop waardoor op zijn desk de tekst "I want more" verschijnt. Als een jurylid zich tijdens het optreden bedenkt mag die zijn of haar stem terug trekken door wederom op de knop te drukken, de tekst "I want more" verdwijnt dan weer van het scherm. De juryleden mogen deze keuze gedurende het optreden zo vaak wijzigen als ze willen.
Een kandidaat moet tijdens de auditieronde vier juryleden overhalen om door te gaan naar de volgende ronde. De juryleden mogen een paar kleine geldbedragen aan een aantal kandidaten weggeven zodat ze van dat geld bijvoorbeeld zangles tussendoor kunnen nemen of aan hun Engelse uitspraak kunnen oefenen. In de volgende ronde treden de kandidaten wederom op, vanaf dit moment geven de juryleden cijfers. Ook deze cijfers mogen ze tijdens het optreden onbeperkt wijzigen. De kandidaat met de laagste score valt af. 
De kandidaten strijden in het programma voor een geldbedrag. De winnaar gaat naar huis met 100.000 euro, de tweede plaats gaat naar huis met 25.000 euro en de derde plaats met 10.000 euro.

## Seizoensoverzicht
| Seizoen | Uitzenduren            | Aantal afleveringen | Start seizoen | Start seizoen | Einde seizoen    | Einde seizoen | Gemiddelde kijkcijfers |
| Seizoen | Uitzenduren            | Aantal afleveringen | Datum         | Kijkcijfers   | Datum            | Kijkcijfers   | Gemiddelde kijkcijfers |
| ------- | ---------------------- | ------------------- | ------------- | ------------- | ---------------- | ------------- | ---------------------- |
| 1       | Vrijdag 20:30 – 22:00  | 10                  | 12 juni 2020  | 1.048.000     | 16 augustus 2020 | 1.007.000     | 824.700                |
| 2       | Zaterdag 20:00 – 21:30 | 7                   | 13 maart 2021 | 1.069.000     | 24 april 2021    | 838.000       | 839.571                |

## Presentatie
De presentatie van het talentenjacht was oorspronkelijk in handen van Wendy van Dijk en Johnny de Mol. Tijdens de eerste halve finale van het eerste seizoen werd presentator Dennis Weening aan het programma toegevoegd als backstagepresentator. In 2021 werd bekend dat De Mol niet als presentator voor het tweede seizoen terug zou keren, hij werd vervangen door Britt Dekker. Tevens werd voor het tweede seizoen Weening als backstagepresentator vervangen door Thomas van der Vlugt.

## Juryleden
De kandidaten worden beoordeeld door een vijfkoppige jury. Deze jury bestond in beide seizoenen uit Henk Poort, Davina Michelle, Ali B, Trijntje Oosterhuis en André Hazes jr. Tijdens het eerste seizoen was er naast deze vijfkoppige hoofdjury, er vanaf de eerste halve finale nog een groep van 25 experts uit de muziekwereld, die eveneens een stem uitbrachten. Tijdens seizoen één waren dit onder anderen Jennie Lena, Carolina Dijkhuizen en Jan de Witte. Naast de vijfkoppige jury en de 25 experts bepaalt in de finale ook een 100-koppige publiek mee, deze zijn per liveverbinding aanwezig en wordt ook wel de "Mobile Jury" genoemd. In het eerste seizoen verdeelde de Mobile Jury de stemmen over alle finalisten, in het tweede seizoen enkel over de eerste vijf finalisten.

## Finalisten

### Seizoen 1 (2020)
In het eerste seizoen kregen de finalisten naast de punten van de hoofdjury ook punten van de 25 experts en de Mobile Jury. De finalisten konden bij de hoofdjury en bij de 25 experts beide 50 punten behalen. De Mobile Jury verdeelde 100 punten over alle finalisten.
 = 1e plaats
 = 2e plaats
 = 3e plaats
| Kandidaat             | Cijfer studiojury | Punten thuisjury | Totaal | Uitslag |
| --------------------- | ----------------- | ---------------- | ------ | ------- |
| Iris & Tiago          | 97                | 23               | 120    | 1e      |
| Silver Metz           | 97                | 21               | 118    | 2e      |
| Ricardo               | 97                | 20               | 117    | 3e      |
| Maria                 | 89                | 10               | 99     | 4e      |
| Mell & Vintage Future | 87                | 8                | 95     | 5e      |
| Phil Bee              | 88                | 5                | 93     | 6e      |
| Mannes                | 81,5              | 4                | 85,5   | 7e      |
| Melanie               | 77,5              | 5                | 82,5   | 8e      |
| Helena Hall           | 80                | 1                | 81     | 9e      |
| Boaz                  | 78                | 2                | 80     | 10e     |
| Mario                 | 66                | 1                | 67     | 11e     |

* Kandidaat Brian nam vanwege ziekte niet deel aan de finale.

### Seizoen 2 (2021)
In het tweede seizoen kregen de finalisten naast de punten van de hoofdjury enkel nog punten van de Mobile Jury. De finalisten konden bij de hoofdjury 50 punten behalen. De Mobile Jury verdeelde 100 punten over de vijf beste finalisten.
 = 1e plaats
 = 2e plaats
 = 3e plaats
| Kandidaat               | Cijfer studiojury | Punten thuisjury | Totaal | Uitslag |
| ----------------------- | ----------------- | ---------------- | ------ | ------- |
| Robin Borneman          | 50                | 51               | 101    | 1e      |
| Senna Willems           | 49                | 27               | 76     | 2e      |
| Patricia van Haastrecht | 48,5              | 12               | 60,5   | 3e      |
| Helene Kalisvaart       | 48                | 6                | 54     | 4e      |
| Queen Must Go On        | 47,5              | 4                | 51,5   | 5e      |
| Eric en Abigail Reddet  | 43                | n.v.t.           | 43     | 6e      |
| Brecht van Arnhem       | 43                | n.v.t.           | 43     | 6e      |
| Sem Jansen              | 41,5              | n.v.t.           | 41,5   | 8e      |
| Katell Chevalier        | 39                | n.v.t.           | 39     | 9e      |
| Luke de Cort            | 35,5              | n.v.t.           | 35,5   | 10e     |

## Achtergrond
In november 2019 werd het programma door SBS6 aangekondigd, vanaf dit moment konden kandidaten zich aanmelden voor het eerste seizoen. Het eerste seizoen zou oorspronkelijk als zaterdagavondprogramma uitgezonden worden vanaf 28 maart 2020. Echter door de coronapandemie werd besloten het programma uit te stellen zodat de makers meer tijd kregen om op een veilige manier de resterende opnames samen te stellen en te filmen.
In mei 2020 werd bekend dat de opnames hervat waren, tevens werd er besloten het programma uit te gaan zenden op de vrijdagavond in plaats van de zaterdagavond. Het eerste seizoen ging op vrijdagavond 12 juni 2020 van start met 1.048.000 kijkers, dit was voor het eerst sinds vijf jaar dat SBS6 op de vrijdagavond weer over de miljoengrens heen ging. De laatste twee afleveringen van het eerste seizoen werden verschoven van de vrijdagavond naar de zondagavond, dit kwam doordat SBS6 de wedstrijden van de Champions League weer ging uitzenden op zijn eigen zender in plaats van zuster-zender Veronica.
Nog voordat het eerste seizoen was afgerond maakte SBS6 bekend dat ze een tweede seizoen hadden besteld. Het tweede seizoen ging in het voorjaar van 2021 op zaterdagavond 13 maart van start; de eerste aflevering was goed voor 1.069.000 kijkers en stond daarmee op de elfde plek van best bekeken programma's van die avond.